# Rotbuchenwald

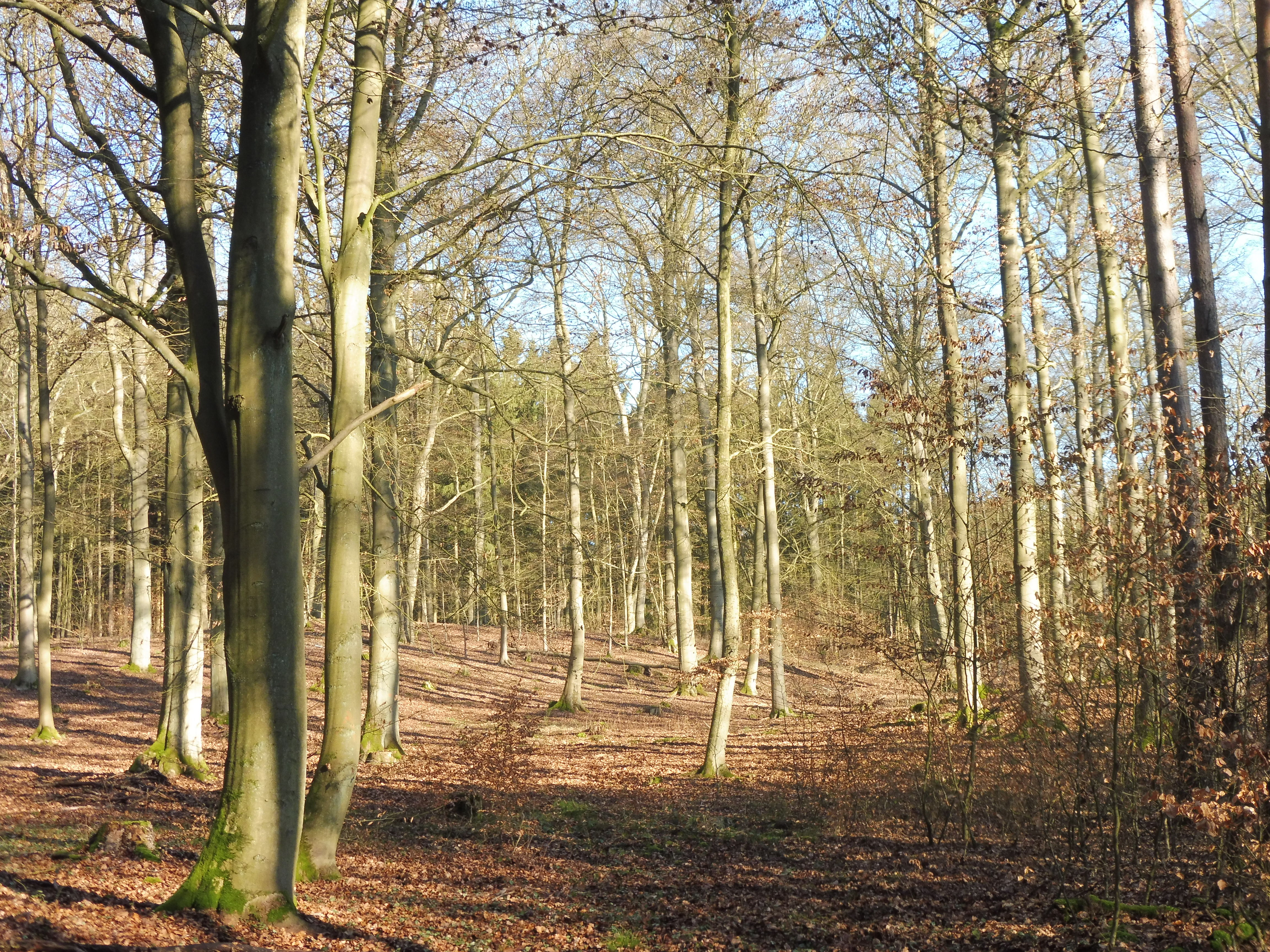
Buchenwald im Februar

Rotbuchenwälder sind von Rotbuchen beherrschte Waldbestände. Da die einzige mitteleuropäische Buchenart die Rotbuche (Fagus sylvatica) ist (die sogenannte Hainbuche gehört zu den Birkengewächsen), spricht man zumeist von Buchenwäldern. Vom Südosten Europas an nach Osten hin vorkommende Wälder der Orient-Buche (Fagus sylvatica ssp. orientalis) und der zwischen dieser und der typischen Rotbuche vermittelnden mösischen Buche (Fagus sylvatica ssp. moesiacea) entsprechen ökologisch und im Erscheinungsbild den aus Mitteleuropa vertrauten Buchenwäldern.

## Verbreitung
Buchenwälder findet man von Mittel- bis Osteuropa bis zur montanen Stufe. Im Mittelmeerraum kommen sie in der Bergwaldstufe der Gebirge vor. Im osteuropäischen Tiefland werden sie nach und nach durch Eichen-Hainbuchen-Wälder ersetzt. Nach Norden sind Buchenwälder bis Südschweden und Südengland verbreitet, in Norwegen in direkter Meeresnähe bis zu den Lofoten. Die artenreichsten Buchenwälder Europas finden sich im Norden der Balkan-Halbinsel (Kroatien). Bestände mit der östlichen Unterart Orientbuche kommen noch bis auf die Krim-Halbinsel (vgl. unter Krim-Buche) und im Pontischen Gebirge vor.
Buchenwälder können in den Süd- und Südostalpen die natürliche Baumgrenze bilden und hier bis über 1800 Meter Höhe wachsen. In Mitteleuropa und in den Nordalpen werden sie ab etwa 800 bis 1000 Meter Höhe von Nadelbaumarten, vor allem der Fichte, abgelöst.

### Mitteleuropa

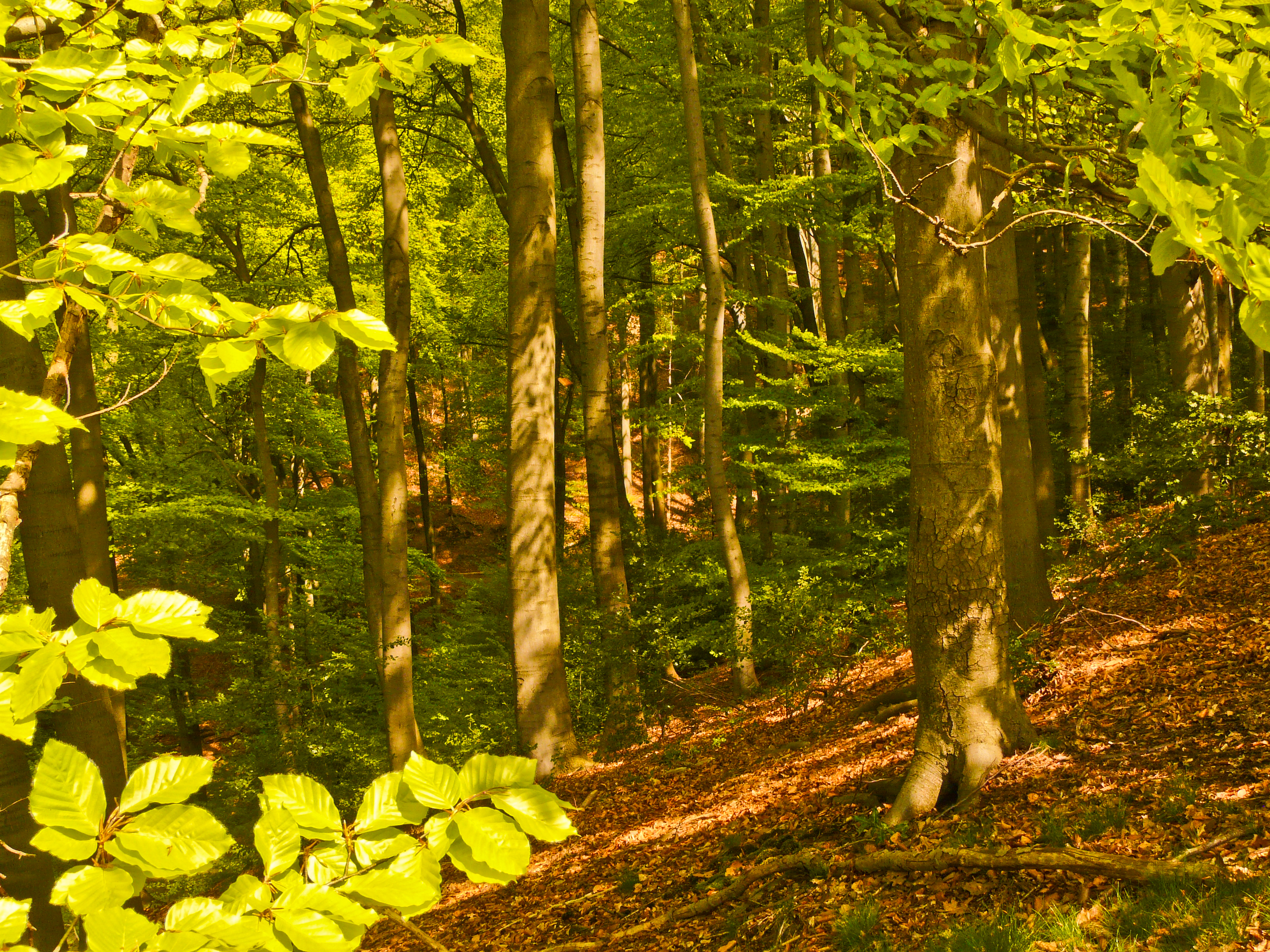
Hainsimsen-Buchenwald (Luzulo-Fagenion) in Wuppertal

Rotbuchenwälder haben in Mitteleuropa ihr weltweites Verbreitungszentrum. Sie gelten als bestimmende Vegetationsform Mitteleuropas. Man nimmt an, dass sie in vielen Regionen beinahe ausschließlich die potenzielle natürliche Vegetation bilden, so dass Waldtypen mit Vorherrschaft anderer Baumarten nur auf Sonderstandorten vorkommen würden. Das potenzielle natürliche Gesamtareal der durch Rotbuchen geprägten Wälder würde demnach europaweit rund 90,7 Mio. ha umfassen. Der deutsche Anteil des Areals beträgt rund 23 Mio. ha. Der tatsächliche Buchenwaldbestand umfasst jedoch nur noch 1,565 Mio. ha (= 4,5 % der heutigen Bundesfläche oder 7 % des ursprünglichen Buchenwaldareals in Deutschland). Nach einschlägigen Schätzungen dürfte das ursprüngliche Areal in Europa um mehr als 85 % geschrumpft sein, wobei sich fast die Hälfte dieser noch vorhandenen Bestände in nur vier europäischen Staaten konzentriert (Rumänien, Deutschland, Frankreich und Slowenien).
Die traditionelle Annahme, dass der Rotbuchenwald die potentielle natürliche Vegetation der meisten Gebiete Mitteleuropas darstellt, wird mittlerweile von einigen Wissenschaftlern in Frage gestellt. Eine alternative Hypothese (Megaherbivorenhypothese) besagt, dass die gegen Verbiss sehr empfindliche Rotbuche unter natürlicher Anwesenheit großer Pflanzenfresser wie Wisente, Auerochsen und Hirsche, anderen Baumarten wie etwa der Eiche unterlegen wäre. Demnach wäre der Buchenwald nicht die bestimmende Vegetation Mitteleuropas, sondern offene, von Eichen dominierte Wälder, ähnlich den ehemaligen Hutewäldern. Erst als der Mensch im Verlauf des Holozän die großen Pflanzenfresser stark dezimierte, konnte die Buche auf großer Fläche Fuß fassen. Der Umstand, dass die Rotbuche erst vor etwa 4.000 Jahren begann, die Wälder Mitteleuropas zu dominieren, spricht für diese Theorie.
Natürliche bzw. naturnahe Rotbuchenwälder sind so selten geworden, dass sie heute als unersetzliches Naturerbe und wertvollster Naturschatz der EU gelten. Der Anteil urwaldähnlicher (unversehrter) Buchenbestände dürfte nach Schätzung von Panek europaweit bei weit unter 5 % liegen. Die mit Abstand größten Buchenurwälder und Quasi-Urwälder befinden sich mit insgesamt 141.086 ha in Rumänien, insbesondere in den Karpaten. Obwohl viele Flächen einen Schutzstatus aufweisen, sind sie im Bergland durch Abholzung und in den übrigen Gebieten zudem durch Beweidung stark gefährdet. Weitere bedeutende urwaldähnliche Flächen befinden sich in den Karpaten der Ukraine und der Slowakei, von denen insgesamt 33.671 ha im Jahr 2007 von der UNESCO anerkannt wurden.
Obwohl Deutschland reich an Weltkulturerbestätten ist, weist es nur wenige Naturerbestätten auf. Vor diesem Hintergrund beantragte die Bund/Länder-Arbeitsgemeinschaft Naturschutz, Landschaftspflege und Erholung (LANA) auf Vorschlag des Saarlandes 2004, die wertvollsten Relikte naturbelassener Buchenwälder als Teil des Europäischen Buchenwalderbes durch die Bundesregierung der UNESCO als Weltnaturerbe vorzuschlagen. Am 25. Juni 2011 wurden die „Alten Buchenwälder Deutschlands“ von der UNESCO zum Weltnaturerbe erklärt. Derzeit handelt es sich um fünf ausgewählte Waldflächen in bestehenden Schutzgebieten mit einer Gesamtfläche von 4.391 ha. Heute gehören sie zusammen mit den vorgenannten Wäldern in den ukrainischen und slowakischen Karpaten zum Weltnaturerbe „Buchenurwälder und Alte Buchenwälder der Karpaten und anderer Regionen Europas“.

## Vegetationskundliche Stellung der Rotbuchenwälder
Pflanzensoziologisch werden in der Klasse Querco-Fagetea alle Laubwälder Mitteleuropas (mit Ausnahme der Bruchwälder) zusammengefasst. Die Buchenwälder und einige in der Artenkombination und Ökologie ähnliche Waldtypen bilden darin die Ordnung Fagetalia sylvaticae. Die meisten Autoren fassen alle von Rotbuche in der Baumschicht dominierten Bestände im Verband Fagion sylvaticae zusammen (manche trennen die bodensauren Buchenwälder ab und fassen sie mit den Eichenwäldern in der Ordnung Quercetalia robori-petraeae zusammen). Die Gliederung innerhalb der Buchenwälder erfolgt nach Standorteigenschaften, Höhenstufen, z. T. auch arealgeographischer Besonderheiten. Die Gliederung der mitteleuropäischen Buchenwälder außerhalb der Gebirgslagen wird beinahe ausschließlich anhand der Standorteigenschaften durchgeführt, so dass die Waldgesellschaften zu einer ökologischen Reihe geordnet werden können. Die Gliederung in Assoziationen wird unten dargestellt.

## Baumartenzusammensetzung
Die Baumart Rotbuche zeichnet sich durch sehr starken Schattenwurf der Baumkrone, geringe Lichtbedürftigkeit der Keimlinge und Jungpflanzen sowie sehr rasches Jugendwachstum aus und ist dadurch auf ihr zusagenden Standorten beinahe allen anderen Baumarten konkurrenzüberlegen. Buchenwälder sind dadurch in vielen Fällen arm an Begleit- und Mischbaumarten. Selbst in Regionen und auf Standorten, an denen die Rotbuche an der Grenze ihrer physiologischen Lebensmöglichkeiten wächst, können sich noch reine Buchenwälder finden. Viele Mischwälder mit Rotbuchen-Beteiligung verdanken ihre Existenz dem Menschen (Forstwirtschaft und frühere Waldnutzungspraktiken wie Waldweide, Streunutzung, Niederwaldwirtschaft) und wären von Natur aus buchenreicher. Wichtige natürliche Begleitbaumarten der Rotbuche sind:
- Weißtanne (Abies alba). Sie begleitet die Buche regelmäßig in den höheren Mittelgebirgen und der montanen Bergwaldstufe der Gebirge, fehlt aber in den westlichen Mittelgebirgen. Tannen kommen im Buchenwald auf sauren und basenreichen Böden gleichermaßen vor. Die Baumart Weißtanne hat ähnliche ökologische Ansprüche und ein ähnliches Verbreitungsgebiet, so dass auch die reinen Tannenwälder der Gebirge zum Verband der Buchenwälder gerechnet werden, weil ihre übrige Artenkombination sehr ähnlich ist. In vielen Gebirgen und Mittelgebirgen kommen in der Bergwaldstufe neben der Weißtanne auch Fichten (Picea abies) vor und bauen Bergmischwälder auf.
- Die Eichenarten Stieleiche (Quercus robur) und Traubeneiche (Quercus petraea) vermögen sich meist nur auf sehr sauren Böden neben der Rotbuche zu behaupten. Mischwälder mit Eichen kommen auch auf trockenen, flachgründigen Kalkböden vor, hier aber meist vom Menschen gefördert.
- die so genannten Edellaubhölzer, vor allem Bergahorn (Acer pseudoplatanus) und Gemeine Esche (Fraxinus excelsior) sind auf nährstoffreichen Böden am Buchenwald beteiligt.
- unter dem Buchenschirm wachsen gelegentlich immergrüne Baumarten, die noch schattenverträglicher als die Buche sind. Dies ist im atlantischen Klimabereich auf sauren Böden die Stechpalme (Ilex aquifolium), auf kalkreichen Böden die Eibe (Taxus baccata). Diese niedrig bleibenden Baumarten können ein unteres, zweites Baumstockwerk aufbauen.

## Ökologie

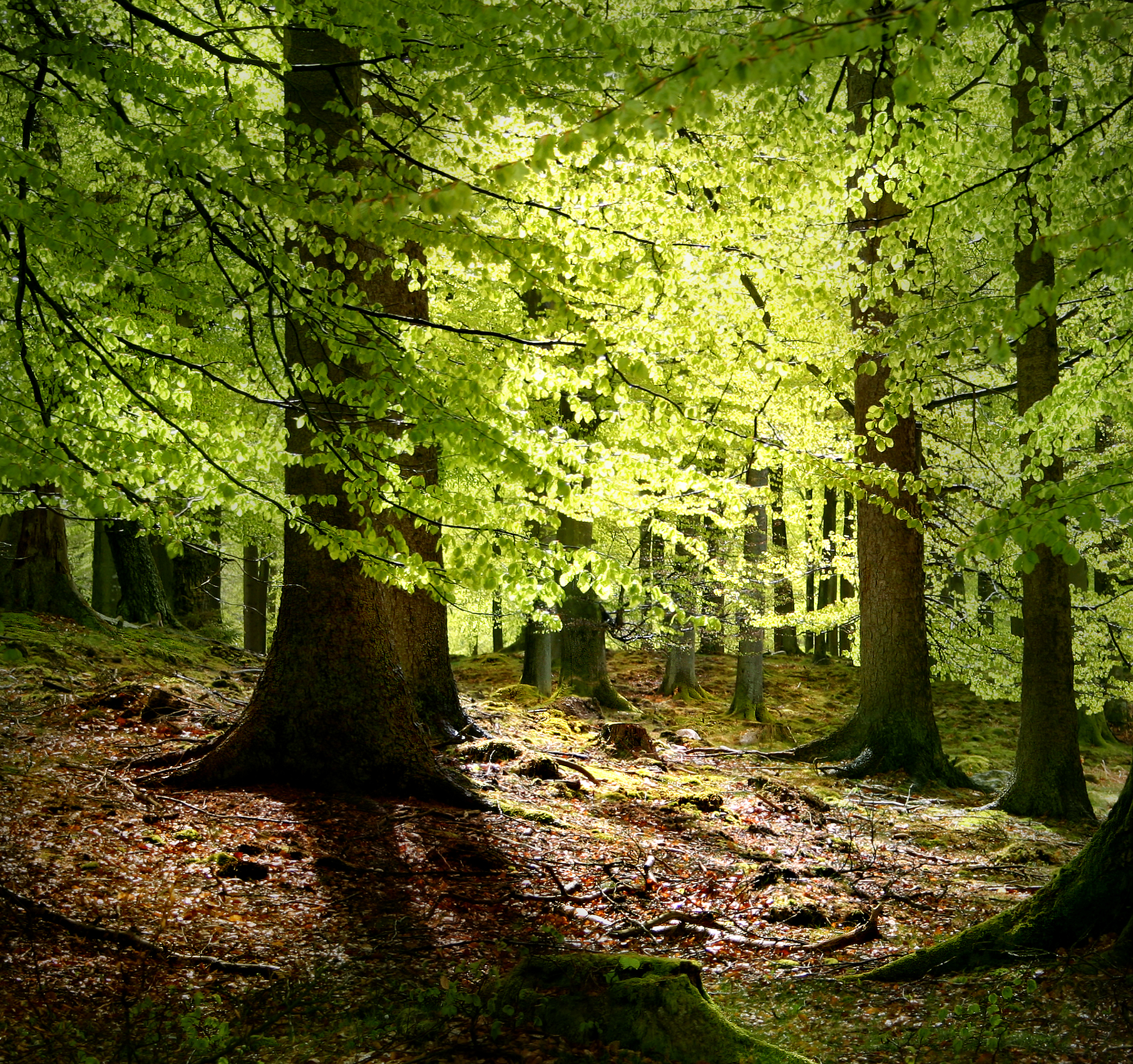
(Anthropogen entstandener) Rotbuchen-Fichten-Mischwald

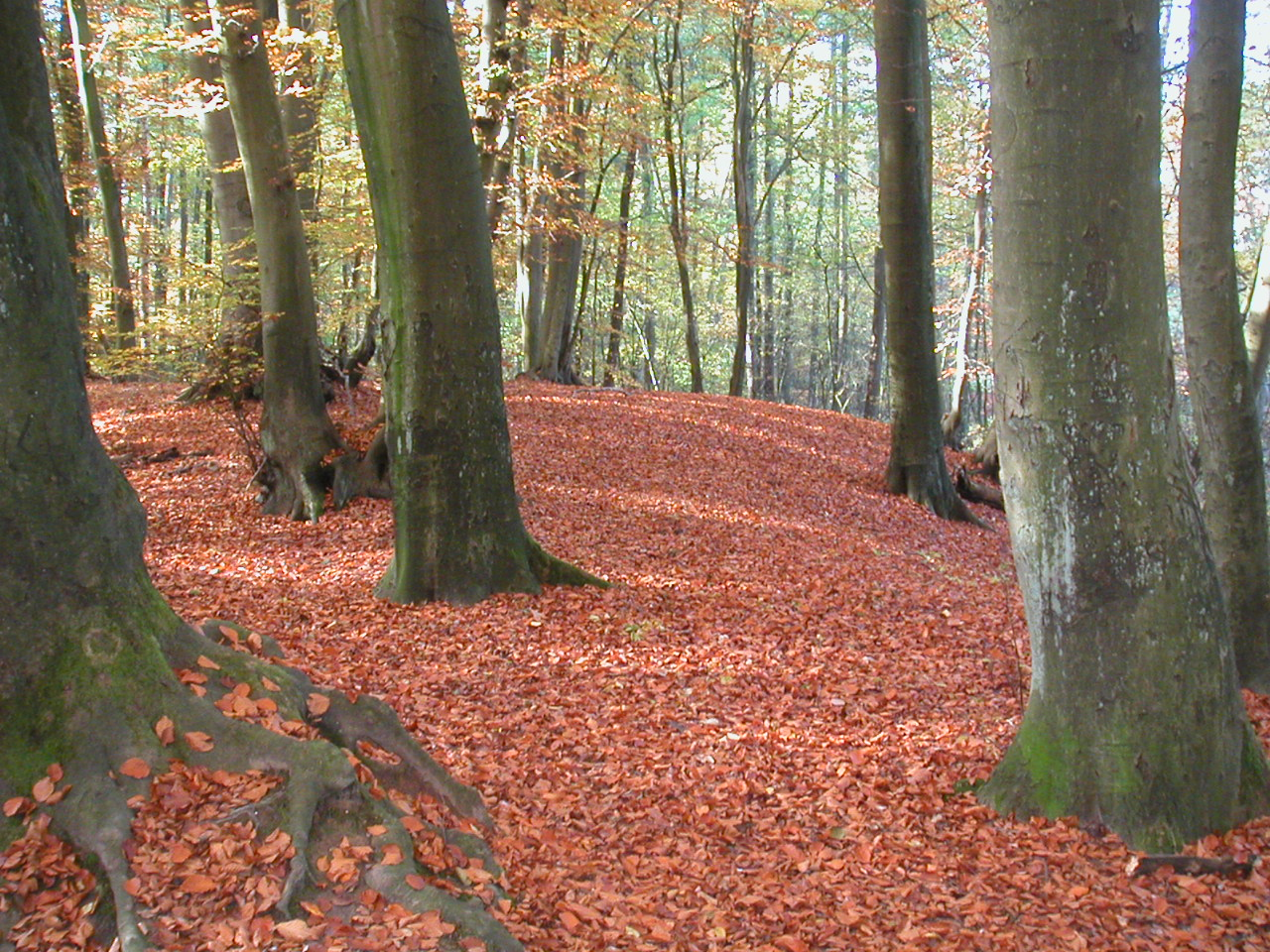
Hügelige Buchenwald-Landschaft im Naturschutzgebiet Rodenbeker Quellental

Die vielfältigen Ausprägungen des Buchenwaldes sind abhängig vom Boden, der Höhenlage und nicht zuletzt von seiner Bewirtschaftung. Das Klima und die Bodeneigenschaften, wie zum Beispiel der Kalk- und Basengehalt, bestimmen unter anderem, aus welchen Arten der Unterwuchs besteht; vor allem der Wasserhaushalt bestimmt, wie hoch die Rotbuchen werden.
Trotz der Dominanz der Rotbuche ist ein naturbelassener Buchenwald keineswegs artenarm. Naturnahe Buchenwälder mit einem hohen Anteil an alten Bäumen, stehendem sowie liegendem Totholz bieten ein ideales Habitat für viele Tier- und Pflanzenarten. In einem solchen Wald sind viele natürliche Höhlen vorhanden, in denen Höhlenbrüter, Fledermäuse und viele andere Lebewesen Brutraum und Unterschlupf finden. Die Erhaltung und Förderung solcher Strukturen ist daher von großer Bedeutung für den Erhalt der biologischen Vielfalt in Buchenwäldern. Aufgrund seiner Bedeutung für viele, teilweise vom Aussterben bedrohte Arten wurde der Buchenwald zum Biotop des Jahres 1995 gewählt.
Einige typische, in Rotbuchenwäldern vorkommende Krautarten sind Waldmeister (Galium odoratum), Wald-Schwingel (Festuca altissima), Wald-Bingelkraut (Mercurialis perennis), Hasenlattich (Prenanthes purpurea) und Quirlblättrige Weißwurz (Polygonatum verticillatum).

## Gliederung der Rotbuchenwälder

### Moder-Buchenwälder
Der Unterverband des Luzulo-Fagenion wächst auf bodensauren, basenarmen Standorten mit der Humusform „Moder“, die sich durch Auflagen nur schwach zersetzter Pflanzenstreu auf der Bodenoberfläche auszeichnet. Bodensaure Buchenwälder sind meist arm an Unterwuchsarten, die vorkommenden Arten kommen fast alle auch in anderen bodensauren Waldtypen vor. Moderbuchenwälder wachsen auch auf Böden, deren Säuregehalt so hoch ist, dass die Toleranzgrenze der Rotbuche erreicht ist. Charakterarten sind Weißliche Hainsimse (Luzula luzuloides), Differentialarten sind Draht-Schmiele (Deschampsia flexuosa) und Heidelbeere (Vaccinium myrtillus).

#### Artenarmer Moderbuchenwald
Artenarme Moderbuchenwälder gedeihen auf sehr sauren Böden. In der Baumschicht sind bereits viele Stieleichen vorhanden und der Säurezeiger Besenheide (Calluna vulgaris) kommt vor, so dass diese Assoziation einen Übergang zu den Eichenwäldern darstellt. Diese Übergangsbestände wurden früher oft als Eichen-Buchen-Wälder (Fago-Quercetum) bezeichnet. Da sie keine Charakterarten besitzen, vermeidet man heute, von einer Assoziation zu sprechen.

#### Hainsimsen-Buchenwald (Luzulo-Fagenion)

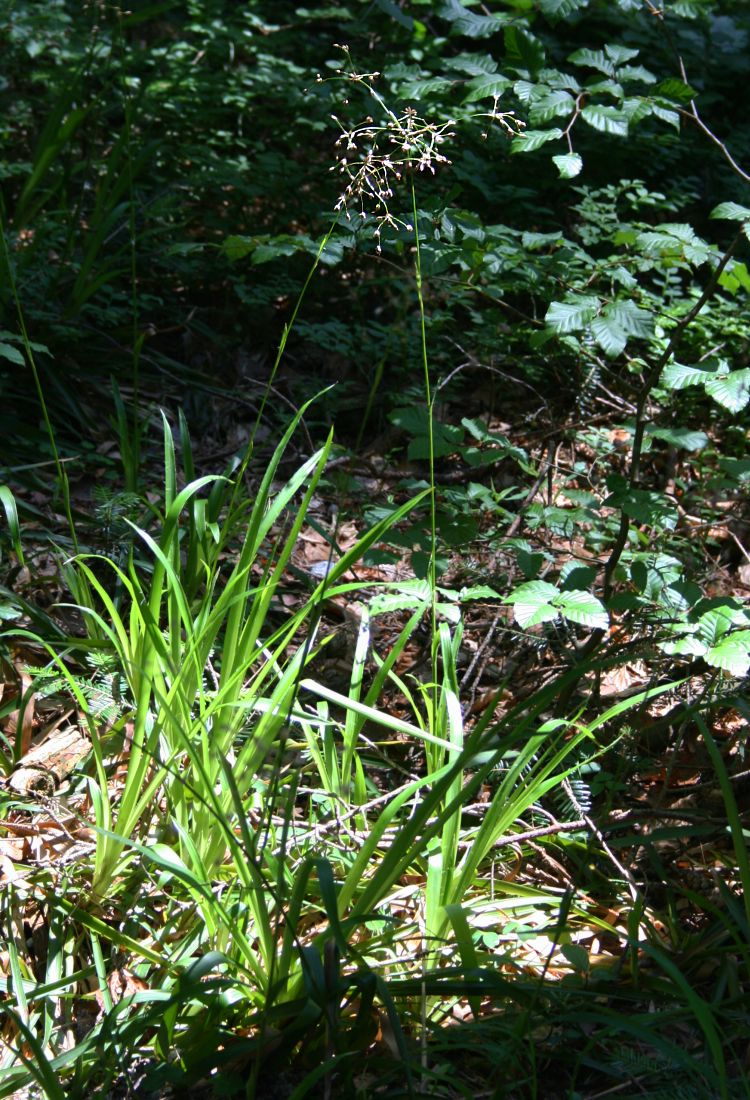
Wald-Hainsimse (Luzula sylvatica) in einem Buchenwald

Der Hainsimsen-Buchenwald (Luzulo-Fagetum Meusel 1937) gilt als die häufigste und am weitesten verbreitete Buchenwaldgesellschaft. Seine Verbreitung erstreckt sich von der Schweiz im Süden bis nach Südschweden im Norden sowie von den Ardennen im Westen bis zu den Karpaten im Osten. Er kommt vom Tiefland bis in die montanen Lagen vor. Man findet ihn auf sauren Böden mit Sand, Sandstein oder Schiefer als Untergrund. Die Gesellschaft ist artenarm und besteht aus der Baumschicht, typischerweise keiner Strauchschicht und einer oft spärlichen und lückigen Krautschicht. Der Unterwuchs wird von säureliebenden Arten, wie der Weißlichen Hainsimse (Luzula luzuloides) gebildet. Obwohl sehr viele Bestände in Fichtenforste umgewandelt wurden, gehört sie immer noch zu den am weitesten verbreiteten Waldgesellschaften Mitteleuropas. Je nach Standort und Boden kann der Hainsimsen-Buchenwald in lokale Subassoziationen und Varianten unterschieden werden.
Das Luzulo-Fagetum milietosum kommt auf Lösslehmböden vor und ist reicher an etwas basenbedürftigeren Arten wie Schattenblumen (Maianthemum bifolium) oder Wald-Flattergras (Milium effusum). Diese Übergangsbestände werden von manchen Vegetationskundlern auch als Assoziation (Milio-Fagetum oder auch Maianthemo-Fagetum) gefasst.
In Beständen des mitteleuropäischen Tieflands fehlt Luzula luzuloides, ansonsten sind diese Wälder in der Artenzusammensetzung, Ökologie und Erscheinungsform beinahe identisch. Manche Autoren belassen diese Wälder beim Luzulo-Fagetum, andere sind der Auffassung, dies sei aufgrund des Charakterarten-Prinzips der Pflanzensoziologie nicht statthaft. Sie fassen diese Moderbuchenwälder des Tieflands in eine eigene Assoziation, das Deschampsio-Fagetum (Drahtschmielen-Buchenwald), benannt nach der Drahtschmiele (Deschampsia flexuosa syn. Avenella flexuosa).
In der Bergwaldstufe, in den Ostalpen und östlichen Mittelgebirgen, wird der Hainsimsen-Buchenwald abgelöst vom Reitgras-Fichten-Buchenwald, Calamagrostio villosae-Fagetum.

### Mull-Buchenwälder
Mit abnehmendem Säuregehalt des Bodens gehen die Moder-Buchenwälder in Waldtypen über, die den Unterverband der Mull-Buchenwälder (Galio odorati-Fagetum) bilden. Humusform ist hier „Mull“, bei welchem die Blattstreu und die anderen organischen Reste durch Regenwürmer in den Boden eingearbeitet sind und deshalb im Sommerhalbjahr nicht als Auflage auf der Bodenoberfläche liegen. Der Mull-Buchenwald steht in der Mitte zwischen den Ausprägungsformen der extremeren Standorte, er hat deshalb wenig eigene Differential- und Charakterarten. Heute werden meist nur noch zwei Assoziationen anerkannt:

#### Waldmeister-Buchenwald (Galio odorati-Fagetum)

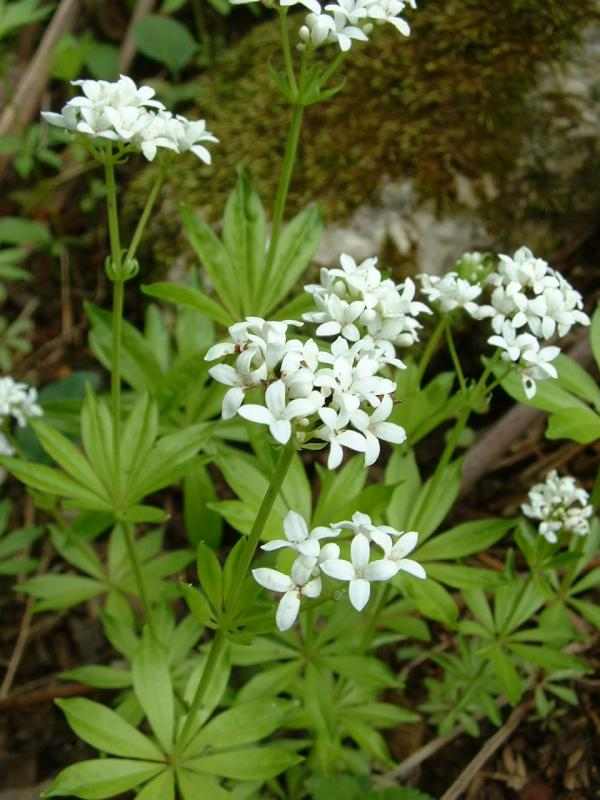
Waldmeister (Galium odoratum)

Der Waldmeister-Buchenwald (Galio odorati-Fagetum Sougez et Thill) kommt auf lehmigen, etwas basenhaltigen Böden von der Ebene bis ins Bergland vor. Oft sind es geschlossene „Hallen-Buchenwälder“, welche durch reine und hochwüchsige Buchenbestände gebildet werden. Es wird nur eine schwache Strauchschicht ausgebildet. In der Krautschicht herrschen vor allem säurezeigende und säuretolerante Arten vor. Waldmeister-Buchenwälder besitzen keine eigenen Krautarten, sie werden nur dadurch charakterisiert, dass sowohl starke Säurezeiger (des Luzulo-Fagetum) wie auch Kalkzeiger (des Hordelymo-Fagetum) fehlen.
Typische Krautarten im Waldmeister-Buchenwald sind z. B. Waldmeister (Galium odoratum, syn. Asperula odorata), Buschwindröschen (Anemone nemorosa), Einblütiges Perlgras (Melica uniflora).

#### Waldgersten-Buchenwald (Hordelymo-Fagetum)
Der Waldgersten-Buchenwald (Hordelymo-Fagetum) oder „frische Kalkbuchenwald“ ersetzt den Waldmeister-Buchenwald auf nährstoffreicheren, meist kalkhaltigen, Böden. Er kommt vom nördlichen Mitteleuropa über den Teutoburger Wald und entlang der Ostseeküste bis nach Südskandinavien vor. Der Unterwuchs ist artenreicher. Als Differentialarten treten Basenzeiger wie das Wald-Bingelkraut (Mercurialis perennis), die Frühlings-Platterbse (Lathyrus vernus), die Haselwurz (Asarum europaeum), die Nesselblättrige Glockenblume (Campanula trachelium) und der Echte Seidelbast (Daphne mezereum) auf. Charakterarten sind die Waldgerste (Hordelymus europaeus) und selten auch das Christophskraut (Actaea spicata).
Jüngeren Veröffentlichungen nach ist die Artenkombination und Artenvielfalt des Hordelymo-Fagetum vor allem auf die ehemalige Nutzung dieser Waldstandorte als Eichen-Hainbuchen-Mittelwald zurückzuführen. Diese wirkt sich immer noch durch die jahrhundertelange Beeinflussung der Samenbank im Boden auf die heutigen Wälder aus. Die in jüngerer Zeit vielfach beobachteten vegetationskundlichen Veränderungen in Waldgersten-Buchenwäldern lassen sich vielfach auf das zeitbedingte Nachlassen dieses Einflusses zurückführen.

### Trockenhang-Kalkbuchenwälder
Sie kommen auf nur flachgründigen, kalkhaltigen Böden, meist an steilen Hängen, vor. Vom Waldgersten-Buchenwald unterscheiden sie sich durch die größere Bodentrockenheit. Im Flachland fehlen sie ganz. Viele Arten, die auf diesen speziellen Buchenwaldtyp angewiesen sind, sind stark gefährdet. Die Trockenhang-Kalkbuchenwälder werden meist im Unterverband Cephalanthero-Fagenion zusammengefasst.

#### Seggen-Buchenwald (oder Orchideen-Buchenwald) (Carici-Fagetum)

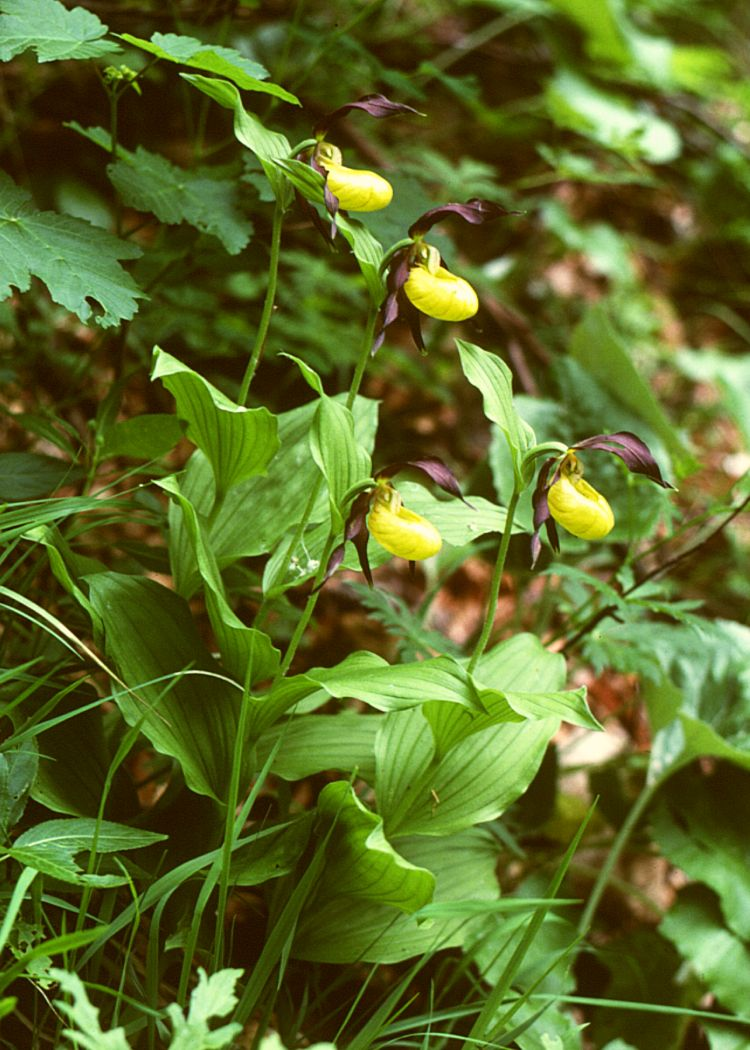
Gelber Frauenschuh (Cypripedium calceolus)

Der Seggen-Buchenwald (Carici-Fagetum Moor 1952) kommt auf flach- bis mittelgründigen, frischen bis wechseltrockenen Kalkstein- und Dolomitböden vor. Standort sind häufig südexponierte Hanglagen. Der Orchideen-Buchenwald wächst häufig auf stabilisiertem Hangschutt. Da die Rotbuche sich auf diesen Standort nicht optimal entwickeln kann, ist sie mit zahlreichen Lichtbaumarten vergesellschaftet. Der Unterwuchs wird großteils von wärmeliebenden Arten gebildet, wobei lichtliebende Seggenarten (Carex) verbreitet sind. Es treten seltene und teilweise auffällig blühende Orchideen wie der Gelbe Frauenschuh (Cypripedium calceolus) oder verschiedene Waldvögeleinarten (Cephalanthera) auf.

#### Blaugras-Buchenwald (Seslerio-Fagetum)
Der Blaugras-Buchenwald (Seslerio-Fagetum Moor) kommt vor allem auf windexponierten, flach- bis mittelgründigen Hängen sowie auf Graten aus Dolomit- oder Kalkgestein vor. Er ist beinahe ausschließlich in den Alpen verbreitet, nördlich davon kommt er nur sehr selten in den höheren Mittelgebirgen wie in Hochlagen der kalkreichen Schwäbischen Alb (Großer Heuberg) vor. Er besiedelt auch wenig entwickelte, trockene Böden mit schlechter Wasserspeicherkapazität. Auf solchen Böden ist der Bestand nur lückenhaft und die Rotbuche wächst meist strauchförmig. Während die Strauchschicht gut entwickelt ist, ist die Krautschicht meist schlecht ausgebildet und setzt sich vor allem aus licht- und trockenheitsliebenden Arten zusammen. Als Differentialarten treten zum Beispiel das Kalk-Blaugras (Sesleria albicans), das Bunte Reitgras (Calamagrostis varia), der Wald-Hahnenfuß (Ranunculus nemorosus), und die Buchs-Kreuzblume (Polygala chamaebuxus) auf.

## Nationalparks in Deutschland mit Buchenwäldern
- Nationalpark Hainich – Kalk-Buchenwälder
- Nationalpark Kellerwald-Edersee – Hainsimsen-Buchenwälder
- Nationalpark Eifel – Hainsimsen-Buchenwälder
- Nationalpark Jasmund – verschiedene Buchenwaldtypen